# طوكيو فليمكس (مهرجان)
طوكيو فليمكس (بالإنجليزية:Tokyo Filmex)، هو مهرجان للأفلام المحلية والأجنبية بدأ سنة 2000، ويشارك فيه دول من القارة الآسيوية والأوروبية.

## وصلات خارجية
- الموقع الرسمي